# 顾文根
顾文根（1946年—），上海南汇人，中国人民解放军将领、中国人民解放军中将。
2004年，接替吴胜利，担任南海舰队司令员。2008年，由苏士亮接任。2005年，授中国人民解放军中将军衔，此后担任海军副司令。